# 石田武雄 (経営学者)
石田 武雄（いしだ たけお、1907年10月31日 - 2000年11月28日）は、日本の経営学者。
東京出身。1932年東京帝国大学工学部土木工学科卒、1956年「経営組織の実証的研究 国有鉄道の組織を中心として」で拓殖大学商学博士。国鉄勤務を経て、青山学院大学経済学部教授、1978年定年、名誉教授。管理工学が専門。

## 著書
- 『管理の能率化 管理分析の基礎理論』御茶の水書房 1951
- 『経営組織の実証的研究 国有鉄道の組織を中心にして』お茶の水書房 1955
- 『経営組織の探究』白桃書房 1963
- 『明日の経営』白桃書房 1964
- 『経営システムの基礎理論』白桃書房 1968
- 『経営システム論』丸善 経営学全書 1970
- 『経営システム工学』税務経理協会 情報科学講座　1971
- 『意思決定システム』近代文芸社 1994

### 共著編
- 『経営管理の近代化 業務分析と定員の算定』編 御茶の水書房 1952
- 『経営工学講座 第8　事務のオートメーション』編　共立出版 1958
- 『やさしいリニアー・プログラミング』前田活郎共著 ダイヤモンド社 1958
- 『現代企業と経営組織』磯部喜一共著 金原出版 経営工学選書 1959
- 『情報処理技術者認定試験の手引』編 税務経理協会 1970

### 翻訳
- スタンフォード・L.オプトナー『経営問題解決のためのシステム論』同文館出版 1966

## 論文
- <石田武雄